# Jodiet
Het jodiet-ion is een oxoanion van jood, met als brutoformule IO2−.
Jodieten zijn de zouten en esters afkomstig van waterstofjodiet of jodigzuur (HIO2). Jood bevindt zich in deze verbindingen in oxidatietoestand +III.

## Synthese
Jodieten kunnen wordt bereid door een conproportionering van een jodaat en een jodide:
{\displaystyle \mathrm {2\ IO_{3}^{-}+I^{-}\ \longrightarrow 3\ IO_{2}^{-}} }
Ze kunnen ook gevormd worden door de oxidatie van een hypojodiet met een hypochloriet in alkalisch milieu:
{\displaystyle \mathrm {IO^{-}+ClO^{-}\ \longrightarrow \ IO_{2}^{-}+Cl^{-}} }